# Příhradová konstrukce

Diagram prostě podepřené příhradové konstrukce

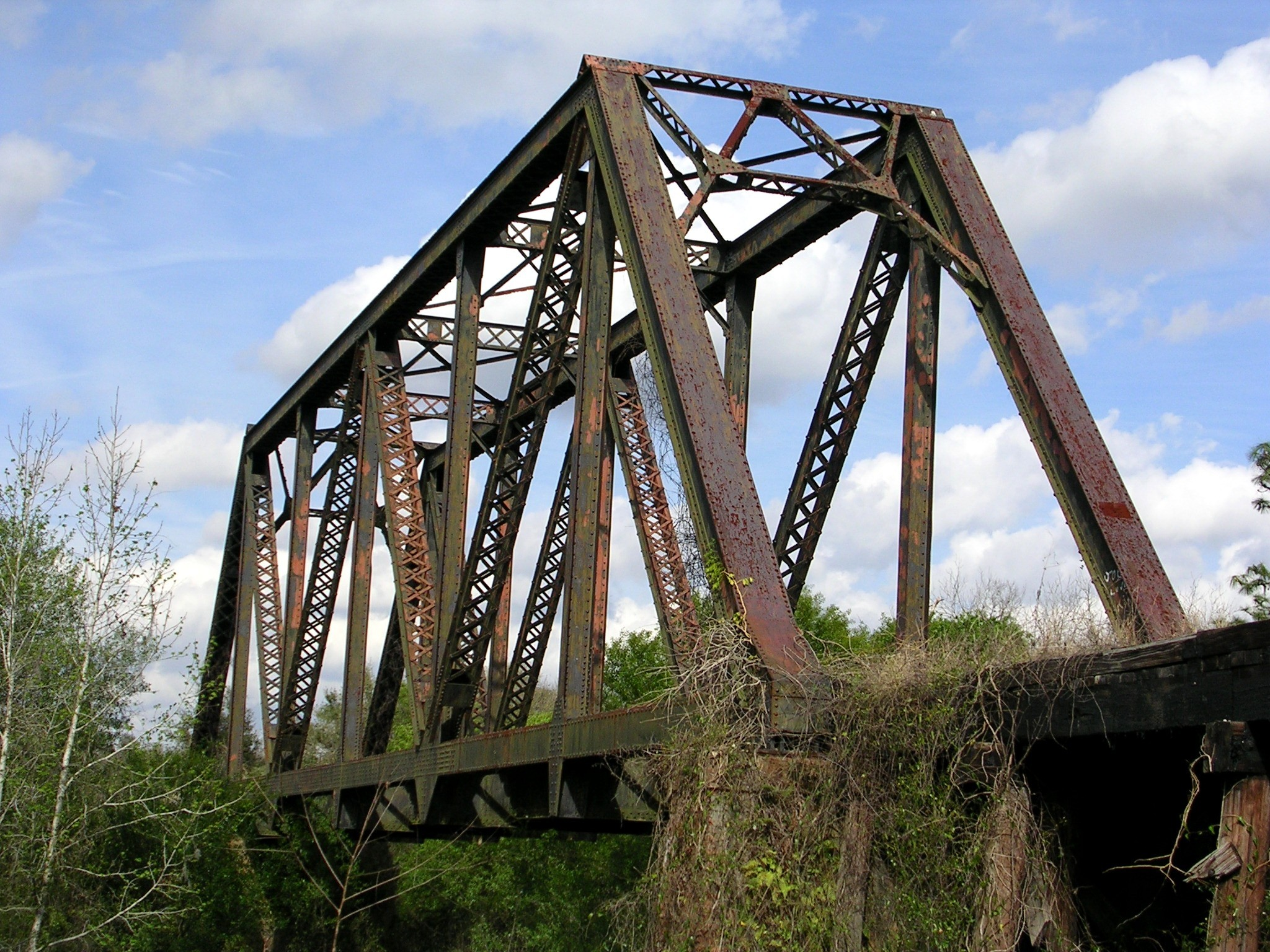
Příhradová konstrukce železničního mostu v zaniklém sídle Willow (Florida, USA).

Příhradová konstrukce (prutová soustava či zkráceně také příhrada) je široce využívaný typ nosné konstrukce (specifické soustavy těles), kde namísto masivních a těžkých stěn, desek či bloků jsou využity štíhlé a lehké podélné nosné binární prvky (členy), pruty, nosníky, lana apod. V příhradách jsou pruty pospojovány styčníky, které lze chápat jako klouby s vhodně zvolenou mírou idealizace reality. Podstata aplikace příhradové konstrukce je tedy ve vhodném přenesení a rozložení zatížení/mechanického napětí mezi nosnými prvky tak, aby vznikla konstrukce s ohledem na co nejmenší hmotnost, rozměry a nižší finanční náklady. Příhradovou konstrukci je možno také chápat jako určitou formu optimalizace konstrukce. Příhrady se vyskytují také běžně v přírodě a lze je kombinovat s dalšími typy konstrukcí.

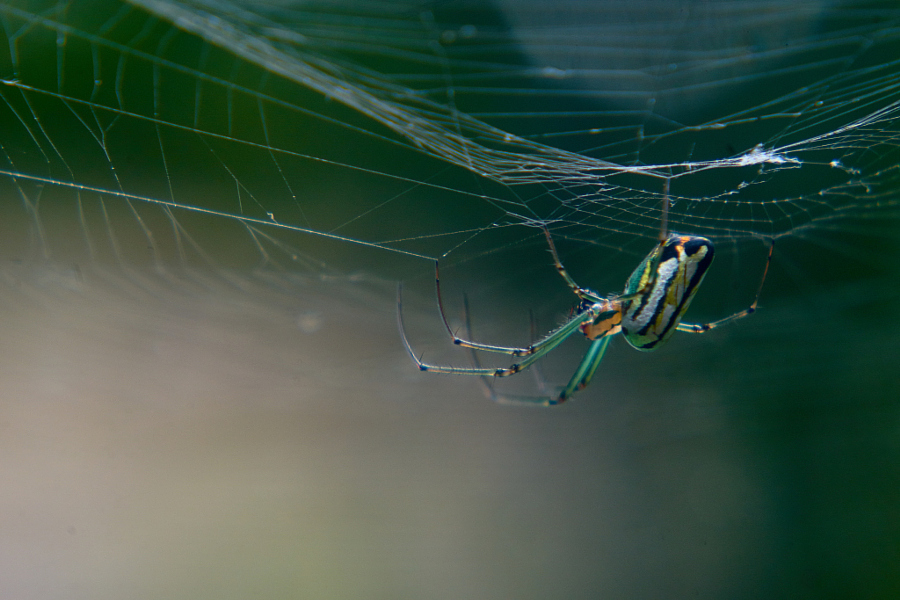
Pavučina jako prostorová, staticky neurčitá a přírodní příhradová konstrukce složená z lan z biologického materiálu s nelineárním chováním.

Pojem příhradové konstrukce a prutové konstrukce (prutové soustavy) mnohdy splývá, avšak někteří autoři považují za příhradové konstrukce jen takové konstrukce, ve kterých se vyskytují alespoň některé členy seskupené do trojúhelníků případně občasně i čtyřúhelníků. Nicméně, postupy technického a výpočtového řešení jsou stejné pro příhrady i prutové konstrukce. Ve stavebnictví se také používá pojem příhradový nosník, především u mostních konstrukcí.

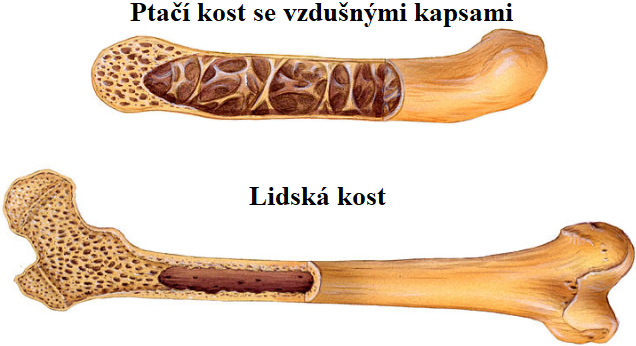
Ptačí a lidská kost. Vnitřní strukturu diafýzy ptačí kosti lze také chápat jako komplikovanou přírodní prostorovou příhradovou konstrukci.

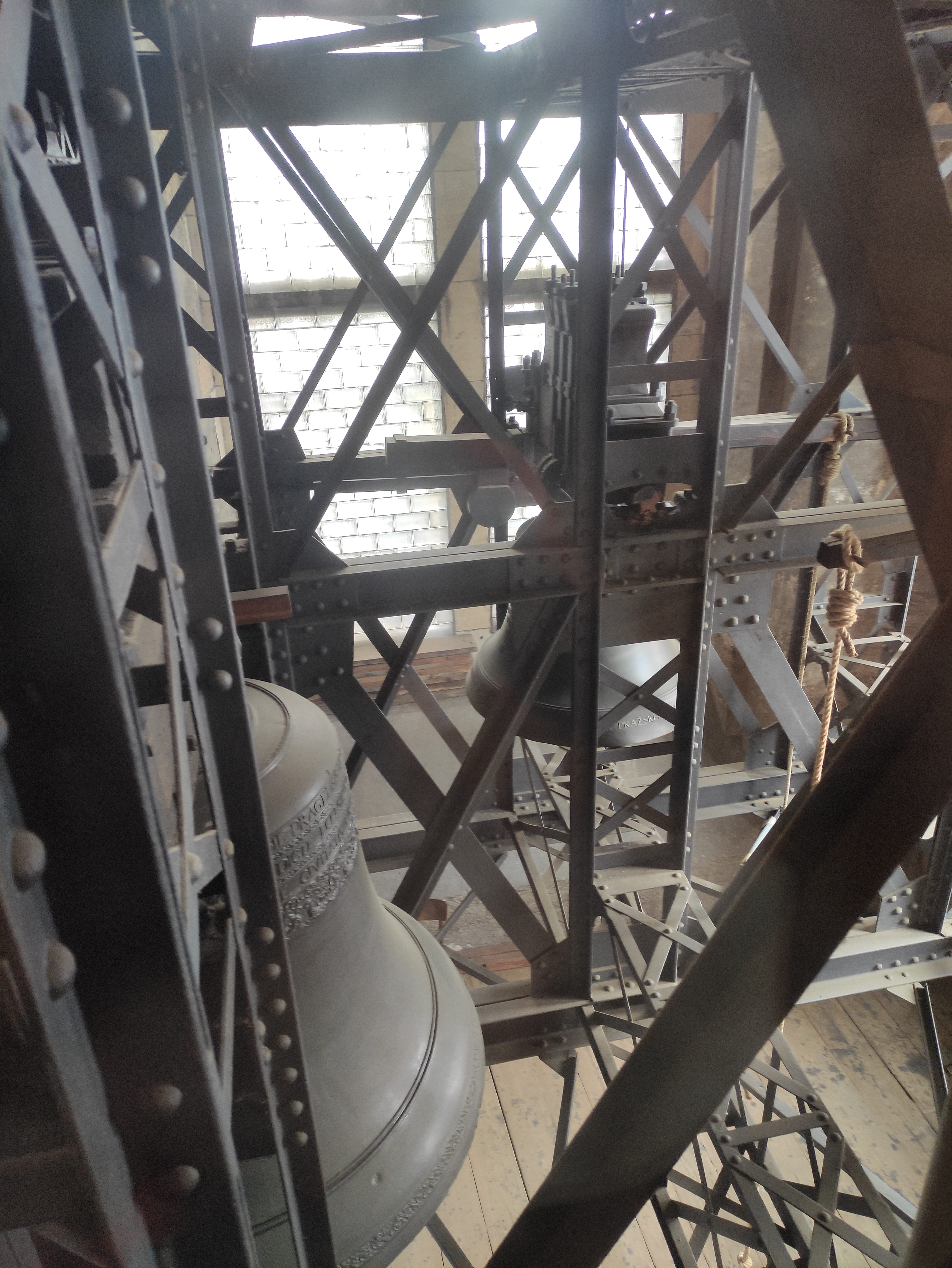
Ocelová příhradová konstrukce uvnitř Velké jižní věže Katedrály svatého Víta, Václava a Vojtěcha v Praze

## Základní dělení příhradových konstrukcí
Podle lze dělit příhradové konstrukce na:
- Rovinné (2D) a prostorové (3D).
- Staticky určité a staticky neurčité.
- Složené z přímých členů, křivých členů nebo kombinací přímých a křivých členů.
- Přírodní a umělé (antropogenní).
- Staticky nebo kvazistaticky zatížené (namáhané) a dynamicky zatížené (namáhané).
- Deterministicky (jednoznačně) zatížené nebo stochasticky (statisticky, indeterministicky, náhodně) zatížené.
- Z pohledu matematiky existují příhrady popisované jednodušším řešením soustav lineárních rovnic nebo složitějším řešením soustav nelineárních rovnic.

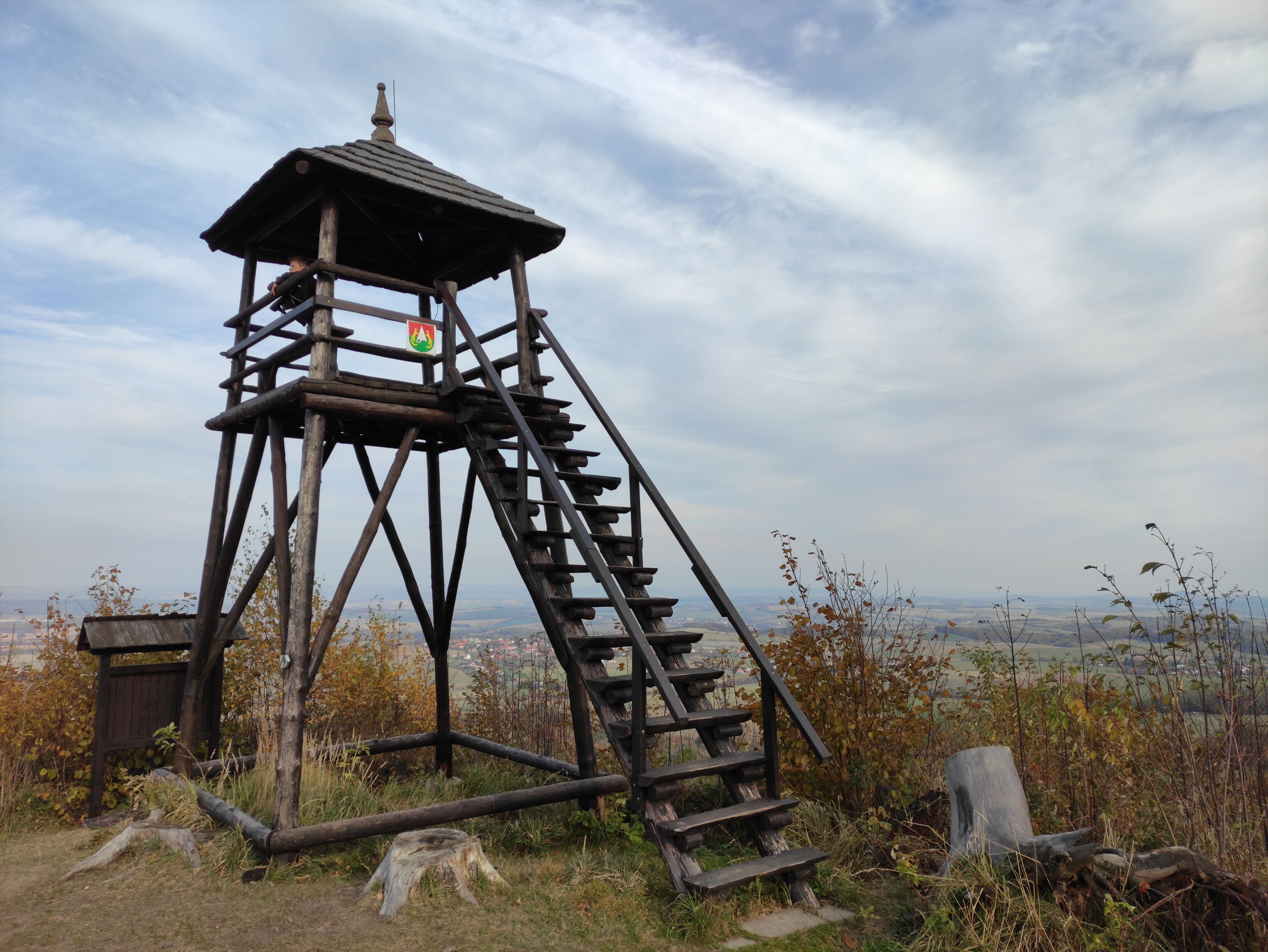
Dřevěná příhradová konstrukce rozhledny Kunovická hůrka, Kunovice.

## Typy příhradových konstrukcí
Podle existují následující typy příhradových konstrukcí:
- Podle způsobu výroby a montáže existují příhradové konstrukce monolitické, montované a kombinované.
- Dle použitého materiálu existují především dřevěné a ocelové příhrady a nebo příhrady z jiných materiálů (např. kompozitů, plastů, dalších kovů aj.).
- Dle způsobu výroby styčníku jako mechanického spoje členů, existují svařované, lepené, nýtované, šroubové, hřebíkové aj. příhrady.

## Metodika výpočtu příhradových konstrukcí
Výpočty příhradových konstrukcí se dělají za účelem designového návrhu nebo posouzení pevnosti a životnosti. Jedním z cílů je také výpočet vnitřních statických účinků, tj. vnitřních normálových sil u prutových členů, případně normálových sil, posouvajících sil a ohybových momentů u nosníků. Existují:

### Grafické metody řešení
Grafické metody se dnes již v běžné technické praxi nepoužívají, stále však mají významný vysvětlující potenciál. Podle existují následující typy příhradových konstrukcí:
- Cremonova metoda
- jiné

### Analytické metody řešení
Dle existují následující analytické metody řešení:
- Styčníková metoda
- Průsečná (Ritterova) metoda
- Metoda náhradních prutů (Hennebergova)
- Silová metoda
- Deformační metoda
- jiné

### Numerické metody řešení
Existují různorodé přístupy využívající
- Metoda konečných prvků
- Metodu Monte Carlo
- jiné numerické metody

Řešení vede buď k řešení soustav lineárních nebo nelineárních rovnic. Existuje široká škála počítačové aplikace numerických metod.

### Princip diskretizace
Každou úlohu mechaniky lze zjednodušit, tj. pomocí diskretizace přijmout zvolené zjednodušující předpoklady.
- Nahrazení reálných členů příhradové konstrukce pruty, nosníky či jednoduchými lany, přičemž se používají ideální členy bez imperfekcí (značné zjednodušení) nebo reálné členy s imperfekcemi (složitější použití).
- Vhodná volba popisu deformací:
  - Dle teorie malých deformací – jednodušší aplikace teorie 1. řádu nebo složitější a přesnější aplikace teorie 2. řádu
  - Dle teorie velkých deformací – nejsložitější a nejpřesnější
- Vhodná volba popisu materiálového chování:
  - lineární chování (Hookeův zákon) – jednodušší

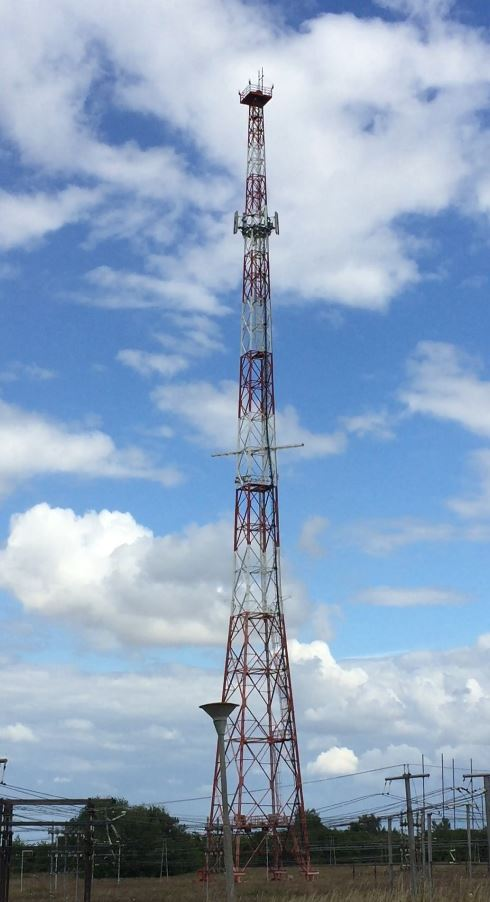
Jeden ze tří příhradových stožárů krátkovlnného vysílače Litomyšl

  - nelineární chování – složitější

## Měření příhradových konstrukcí
Příhrady lze také experimentálně ověřovat. Proměřují se hodnoty a změny hodnot posunutí, deformací, zatížení, napětí, případně růstu trhlin a koroze.

## Další informace
V roce 1931 byl silniční ocelový most v areálu Škoda a. s. (Jižní předměstí v Plzni) největším svařovaným příhradovým mostem na světě. Projekt celého mostu vypracoval a veškeré práce řídil prof. František Faltus.